# Vev

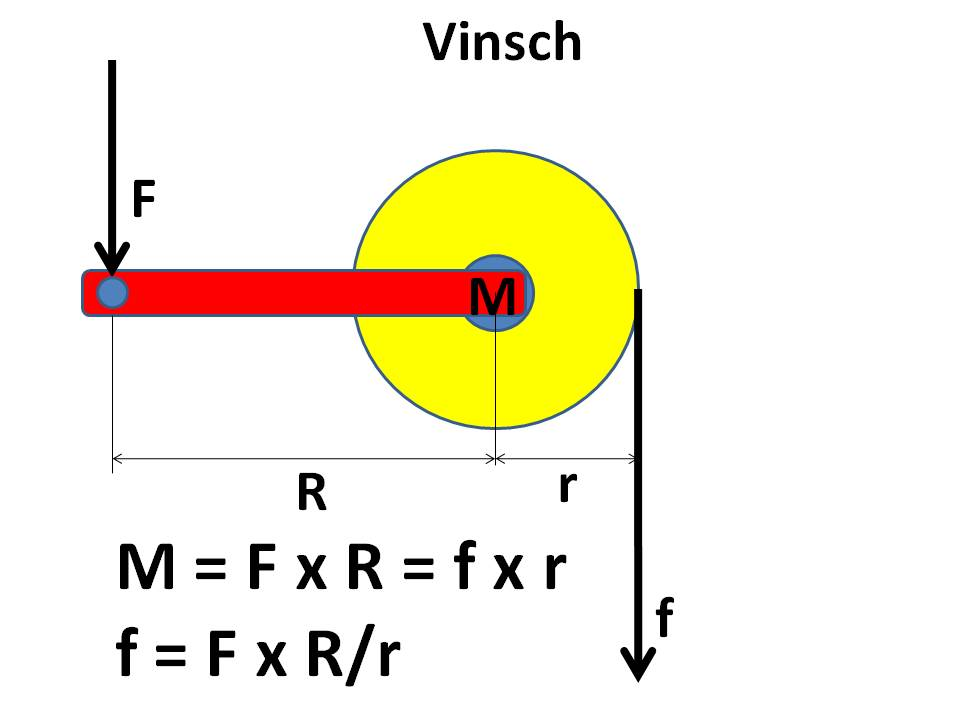
Vinsch

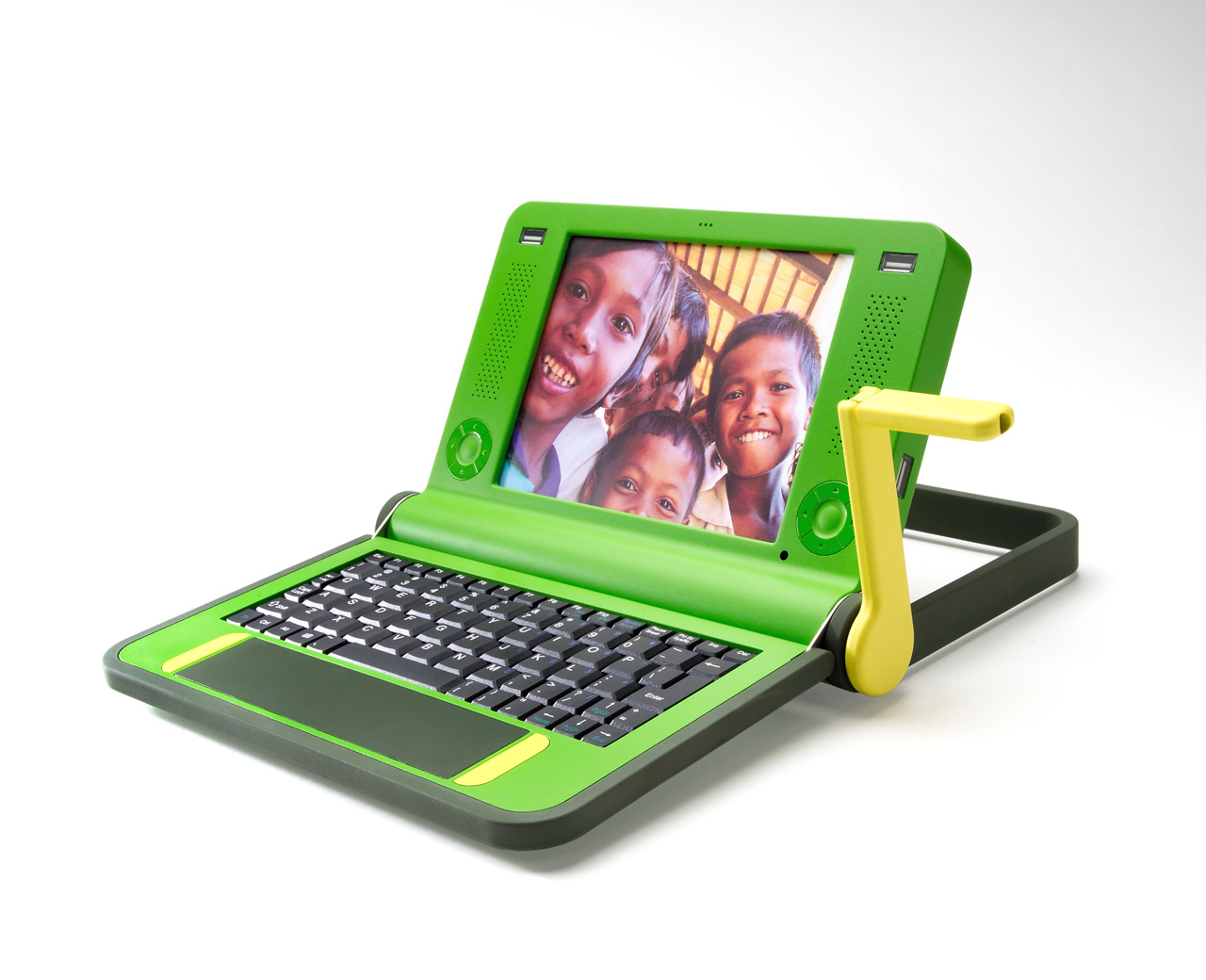
Vevdriven dator

En vev är en mekanisk anordning för omvandla en fram- och återgående linjär rörelse till en roterande rörelse. Kraften som åstadkommer den linjära rörelsen ansätts på periferin på en anordning som fungerar som ett roterande hjul vars centrum tar emot den överförda kraften.
Ordet vev användes vanligen när kraften är manuell (hand eller fot). När kraften tillförs av en vevstake används normalt ordet vevaxel där kraftöverföringen även kan ske i bägge riktningarna till exempel i en kolvpump eller kolvmotor. 
Veven består av:
- En axel som tar upp vridmomentet.
- En momentarm vars längd eller radie bestämmer vridmomentet Momentarmen kan vara fast ansluten till axeln som på en startvev eller fäst med ett frihjul (kan rotera fritt i endast en riktning) som på ett spärrskaft i en hylsnyckelsats.
- En vevtapp som tar upp kraften från vanligen en hand eller fot.

Vridmomentet uttrycks som:
M=F*r Newtonmeter där F är kraften på vevtappen i Newton och r är längden på vevarmen i meter.
Tillämpningar:
- Handkraft: Vinsch; startvev; köttkvarn; spärrskaft.
- Pedalkraft: Cykeltrampa; symaskinstrampa.